# Эрведоза (Пиньел)
Эрведоза (порт. Ervedosa) — район (фрегезия) в Португалии, входит в округ Гуарда. Является составной частью муниципалитета Пиньел. По старому административному делению входил в провинцию Бейра-Алта. Входит в экономико-статистический субрегион Бейра-Интериор-Норте, который входит в Центральный регион. Население составляет 260 человек на 2001 год. Занимает площадь 13,29 км².
Покровителем района считается Святой Дух (порт. Espírito Santo).